# Jason James (piłkarz)
Jason James (ur. 25 lutego 1982) – grenadzki piłkarz występujący na pozycji obrońcy. Od 2002 roku jest zawodnikiem Carib Hurricane.